# Daniel Benlloch
Daniel Benlloch Herrando (Barcelona, 1948) es un pintor y escultor español. Ha trabajado por todo el mundo para personalidades como Michael Jackson o la familia Chaplin, entre otros. Colaboró en varias producciones de Hollywood en su etapa en EE. UU., como puedan ser Minority Report o Hell Riser. 

## Biografía
Nació en Barcelona el 30 de diciembre de 1948, hijo de Alfred Benlloch Llorach y Vicenta Herrando Sanz. Su padre fue un reconocido inventor y uno de los pioneros del primer servicio de transfusión de sangre del mundo.
Cursó sus estudios de arte, en la prestigiosa academia de Víctor Estaban Ripaux, en el barrio gótico de Barcelona donde recibió una formación clásica en dibujo, pintura y escultura. 
Una de las etapas que más marcó el estilo del artista, fue su estancia en la costa este de África (Nigeria, Senegal y Camerún) donde tomó contacto con los artistas locales de los que aprendió las técnicas de escultura en ébano, durante 9 años. Influido por el arte africano, desarrolló un estilo tribal y erótico, de hombres fornidos y mujeres voluptuosas, rasgos étnicos que serán su sello de identidad para sus obras más personales.

## Obra
Su obra la podemos dividir en dos bloques: Los Ángeles e Ibiza.

### Etapa en Los Ángeles
Junto a sus hermanos, también escultores, Jordi Benlloch Herrando y Xavier Benlloch Herrando, establecieron su actividad en California entre los años 1.990 y 2.001.
En Los Ángeles colaboró en diferentes proyectos para la industria del cine y publicidad entre los que cabe destacar la realización de piezas y decorados para producciones con la empresa Scenary West, entre las que cabe destacar un spot para Coca-Cola realizado por la Kurosawa Production Co y participación en películas como “Hell Riser” o “Minority Resport”, así grupos escultóricos para el Casino Montecarlo en Las Vegas entre otras.
Durante su estancia realizó junto a sus hermanos, algunas esculturas para Michael Jackson y un bronce para la familia Chaplin.

### Etapa en Ibiza
Realiza varias exposiciones y participa junto a sus hermanos y Gail Fear en la creación del Festival de Cine Internacional de Ibiza y Formentera, consiguen reunir a personajes de la talla de Mira Sorvino, Cuba Gooding JR. Terry Gilliam, John Hurt o Alan Parker, entre otros.
Colabora junto a sus hermanos en el diseño del premio Falcó d’or y en el premio a toda una carrera que recibió John Hurt. 

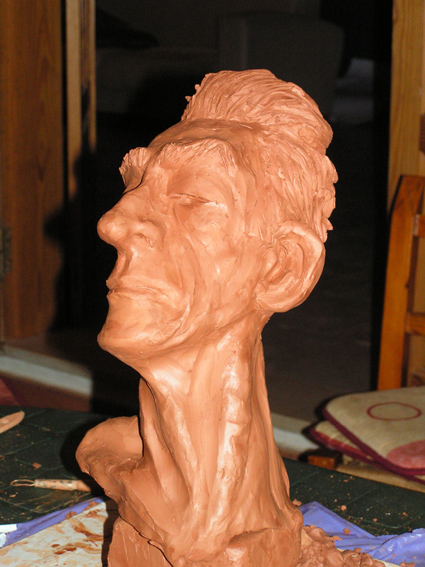
Escultura inacabada de John Hurt para el IIFF

## Exposiciones
1991.-
GALERIA AZARA
IBIZA,  España.
1993.-
TOO CUTE GALLERY
LOS ANGELES, CA. USA
PAPILLON GALLERY
LOS ANGELES, CA. USA
1994.-
BOBI LEONARD GALLERY
SANTA MONICA, CA. USA
HANSON GALLERIES
BEVERLY HILLS, CA. USA
1995.-
GALERIA LLEONART
BARCELONA, España.
1997.-
GALERIA MARTA TORRES
IBIZA, España.
2001.-
GALERIA MARTA TORRES
IBIZA, España.
2002.-
HANSON GALLERIES
BEVERLY HILLS, CA. USA. 
2007.-
CAFÉ GALERIA CAN TIXEDÓ
IBIZA, España.
2010.-
BOBI LEONARD GALLERY
SANTA MONICA, CA. USA.